# فاليريا غولينو
فاليريا غولينو (بالإيطالية: Valeria Golino)‏ (ولدت في 22 أكتوبر 1965) ممثلة ومخرجة إيطالية، هي واحدة من ثلاث ممثلات فازن مرتين بجائزة أفضل ممثلة في مهرجان البندقية السينمائي.

## نشأتها
ولدت جولينو في 22 أكتوبر 1965[2] في نابولي بإيطاليا، وهي ابنة لأب إيطالي، وأم يونانية. نشأت في "أسرة فنية"، وبعد انفصال والديها، نشأت بين أثينا وسورينتو. جولينو هي ابنة أخت الصحفي إنزو جولينو، وشقيقها موسيقي. في فترة صباها كانت والدتها تأخذها لمشاهدة الافلام، على الرغم من هذا لم تفكر أبدًا في متابعة مهنة السينما حتى صنعت فيلمها الأول.
تم تشخيص فاليريا بالجنف في سن 11 عامًا، وتم زرع قضيب فولاذي في ظهرها لمدة خمس سنوات. بقيت في رعاية جراح في شيكاغو لمدة ستة أشهر، حيث تعلمت التحدث باللغة الإنجليزية. في سن الرابعة عشرة، بدأت العمل كعارضة أزياء في أثينا، وميلانو، ولندن، ولوس أنجلوس. ظهرت في إعلانات تلفزيونية للبيرة والعطور ومستحضرات التجميل، وعرضت ملابس السباحة والجينز. ولأنها كانت طالبة غير متفرغة، تركت المدرسة الثانوية بعد التمثيل في أول فيلم لها.

## روابط خارجية
- فاليريا غولينو على موقع IMDb (الإنجليزية)
- فاليريا غولينو على موقع روتن توميتوز (الإنجليزية)
- فاليريا غولينو على موقع قاعدة بيانات الأفلام العربية
- فاليريا غولينو على موقع قاعدة بيانات الأفلام العربية
- فاليريا غولينو على موقع ألو سيني (الفرنسية)
- فاليريا غولينو على موقع ميوزك برينز (الإنجليزية)
- فاليريا غولينو على موقع أول موفي (الإنجليزية)
- فاليريا غولينو على موقع قاعدة بيانات الأفلام السويدية (السويدية)
- فاليريا غولينو على موقع إن إن دي بي (الإنجليزية)
- فاليريا غولينو على موقع ديسكوغز (الإنجليزية)